# Virus ADN bicatenario
Un virus ADN bicatenario (abreviado virus ADNbc o virus dsDNA en inglés) es un virus en el que su material genético está compuesto por ADN de doble cadena y se replica usando una ADN polimerasa dependiente del ADN, no usando el ARN como intermediario durante la replicación. Son los virus ADN más diversos y frecuentes y corresponden al Grupo I de la Clasificación de Baltimore.
Los virus de este grupo infectan animales, protistas, hongos, bacterias y arqueas, sin embargo, el grupo es más predominante en las bacterias y arqueas. También incluye virus satélite, virus que dependen de otros virus para su replicación. Entre los virus de este grupo que afectan al ser humano, destacan los del herpes, la varicela, la viruela, el papiloma y el molusco contagioso. 
Los análisis evolutivos han encontrado que los virus ADN bicatenario tienen varios orígenes independientes a partir de diferentes tipos de ancestros. Algunos precelulares y algunos más recientes a partir de virus ADN monocatenario o elementos genéticos móviles.

## Multiplicación
Este tipo de virus, por lo general, debe entrar en el núcleo de la célula huésped antes de que sea capaz de replicarse. Además, estos virus requieren de las polimerasas de la célula huésped para replicar el genoma viral y, por lo tanto, son altamente dependientes del ciclo celular. Para que pueda realizarse la infección y la producción de progenie del virus se requiere que la célula esté en la fase de replicación, que es cuando las polimerasas de la célula están activas. El virus puede forzar a la célula a realizar la división celular y de forma crónica esto puede conducir a la transformación de la célula y, en última instancia, producir cáncer.
Como excepciones, la replicación de los Poxviridae y de algunos Baculoviridae e Iridoviridae tiene lugar en el citoplasma, dentro de cuerpos de inclusión generados por el virus y usando enzimas codificadas por el virus, la mayoría de las cuales son ADN polimerasas dependientes del ADN.
| Síntesis de proteínas:  | ADNbc → ARNm → proteínas                                                                                         |
| Replicación del genoma: | ADNbc → ADNbc |
| Enzimas:                | ARN polimerasas del huésped: ADNbc → ARNm, ADN polimerasas del huésped o codificadas por el virus: ADNbc → ADNbc |

La multiplicación del virus comprende las siguientes etapas:

Esquema de la multiplicación de un virus ADNbc.

1. A partir del ADN del virus se produce una primera etapa de transcripción dando lugar al ARNm temprano.
2. El ARNm temprano dirige en los ribosomas la traducción de las proteínas tempranas (reguladoras).
3. Las proteínas tempranas regulan la replicación del ADN viral.
4. A continuación se produce una segunda etapa de transcripción, usualmente mediada por las proteínas virales, dando lugar al ARNm tardío.
5. El ARNm tardío dirige la síntesis de las proteínas tardías (estructurales).
6. El ensamblado de los viriones se realizará a partir de las proteínas estructurales y de las copias del ADN viral.

Los genomas pueden ser circulares (Papillomaviridae, Polyomaviridae, Baculoviridae y Polydnaviriformidae, lineales (Adenoviridae, Herpesviridae y algunos bacteriófagos), lineales permutados circularmente (bacteriófago T4, algunos Iridoviridae), o lineales con extremos cerrados covalentemente (Poxviridae y Phycodnaviridae). En la mayoría, el genoma no es segmentado, solamente Polydnaviridae presenta varios segmentos de tamaño 2-20 kpb. El tamaño del genoma abarca desde 5-8 kpb hasta cerca del millón en los Mimivirus.
Por huéspedes, ejemplos de taxones que infectan animales son las familias; Adenoviridae, Poxviridae, Papillomaviridae, Polyomaviridae, Iridoviridae, Baculoviridae, el orden Herpesvirales, entre otras, en protistas; Mimiviridae, Phycodnaviridae, Pithoviridae, Marseilleviridae, entre otras, en hongos; Rhizidiovirus, en bacterias; Tectiviridae, Corticoviridae, Plasmaviridae, entre otras, en arqueas; Clavaviridae, Fuselloviridae, Bicaudaviridae, Globuloviridae, Ampullaviridae, Guttaviridae, el dominio Adnaviria, entre otros. Otros taxones en cambio infectan huéspedes distintos por cruzado, bacterias y arqueas; la clase Caudoviricetes y el reino Helvetiavirae, animales, hongos y protistas; Adintoviridae, animales y protistas; Asfarviridae. Ejemplos de virus satélite son los virófagos; Lavidaviridae.

## Clasificación taxonómica
La clasificación taxonómica del ICTV y complementada con otros estudios es la siguiente:
- Dominio Adnaviria
- Dominio Duplodnaviria
- Dominio Varidnaviria
- Dominio Telodnaviria
- Dominio Monodnaviria
  - Clase Papovaviricetes
- Familias de colocación incierta 
  - Dominio propuesto
    - Familia Clavaviridae
    - Virus fusiformes 
      - Familia Fuselloviridae
      - Familia Halspiviridae
      - Familia Thaspiviridae
      - Familia Bicaudaviridae
      - Familia Itzamnaviridae
      - Familia Huangdiviridae
      - Familia Eurekaviridae
      - Familia Nipumfusiviridae

  - Familia Ampullaviridae
  - Familia Globuloviridae
  - Familia Guttaviridae
  - Familia Plasmaviridae
  - Familia Ovaliviridae
- Género de colocación incierta
  - Rhizidiovirus

## Galería

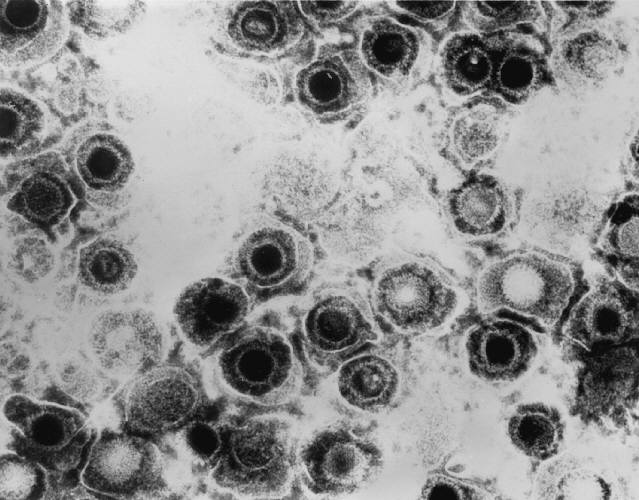
Herpes simplex (Herpesviridae)
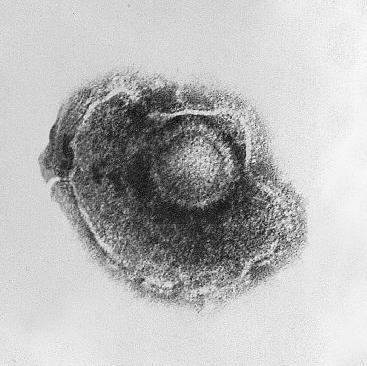
Varicela (Herpesviridae)
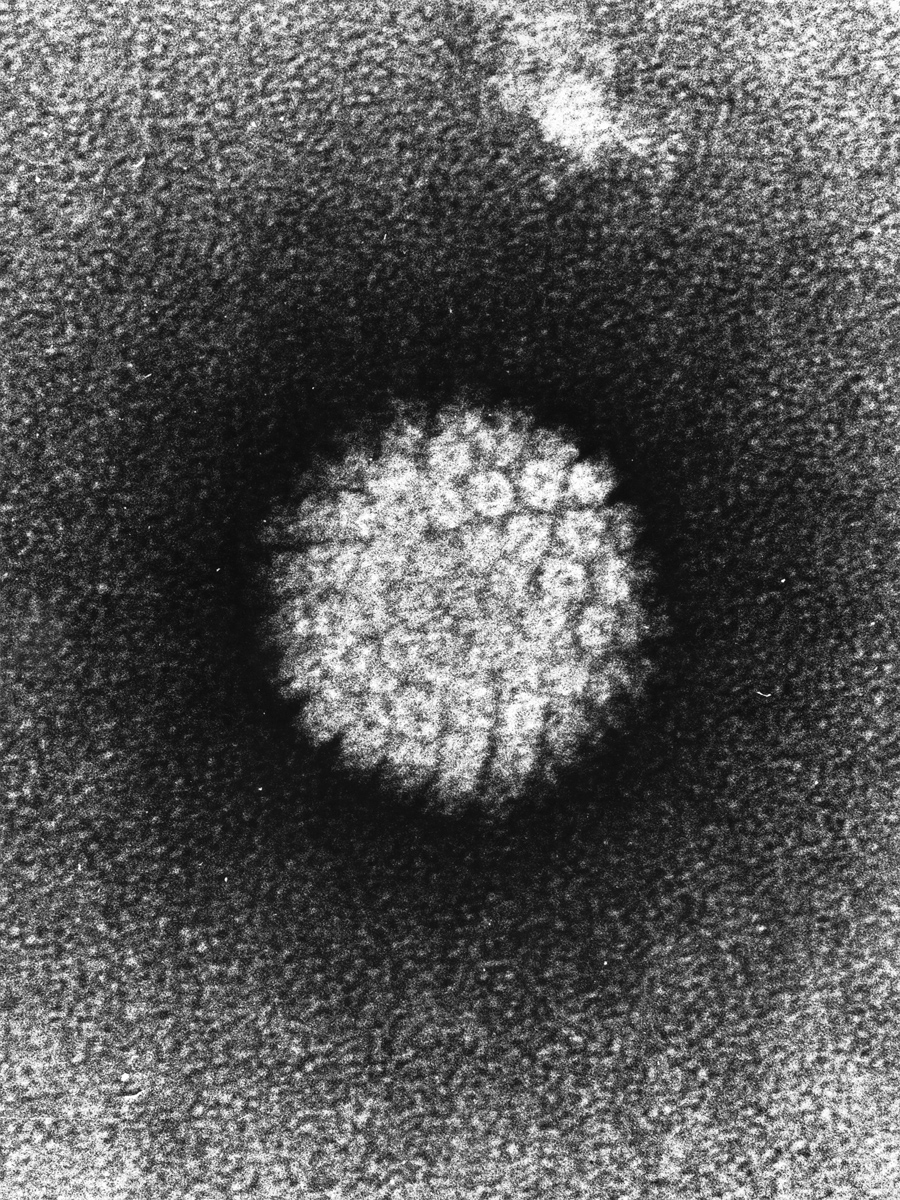
Papiloma (Papillomaviridae)
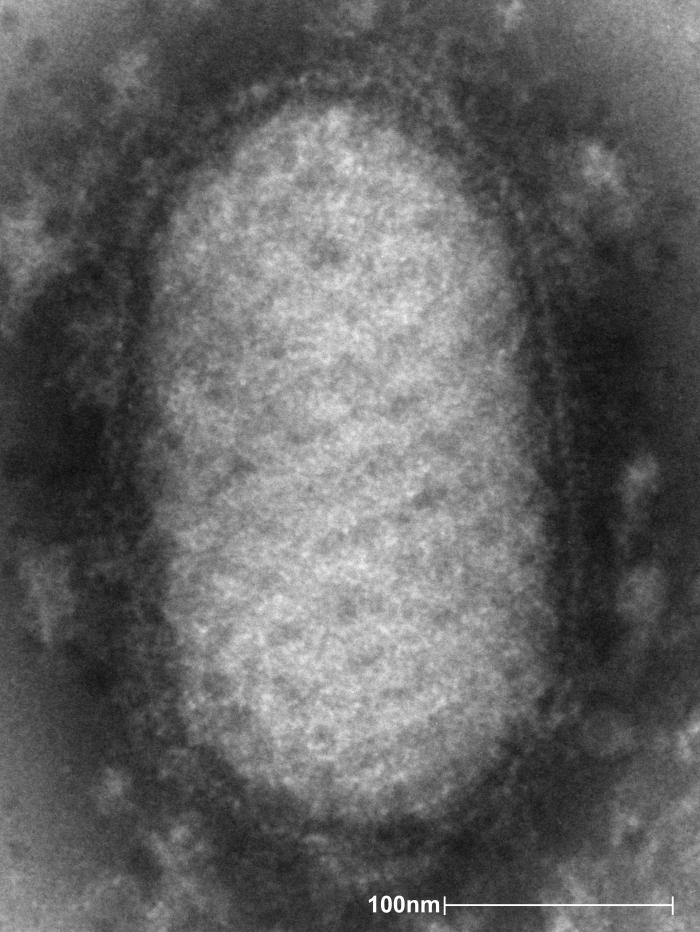
Ectima contagioso (Poxviridae)
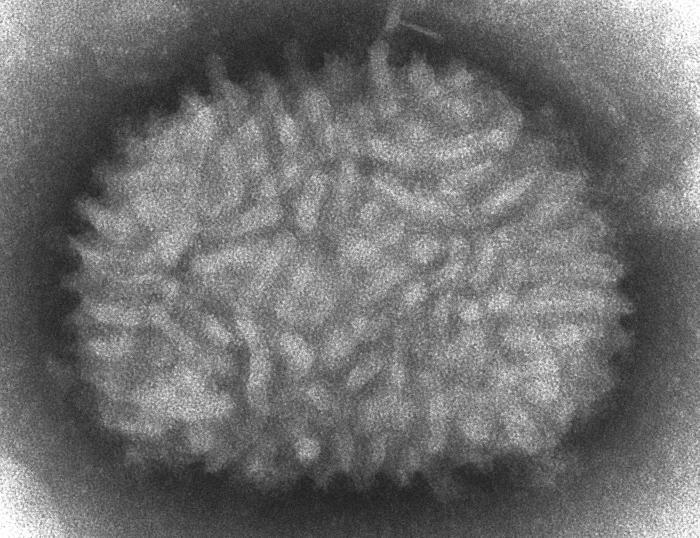
Virus vacuna (Poxviridae)
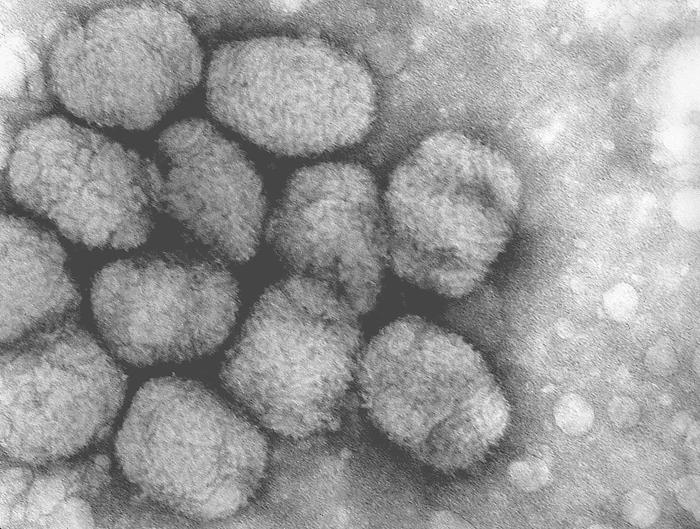
Viruela (Poxviridae)
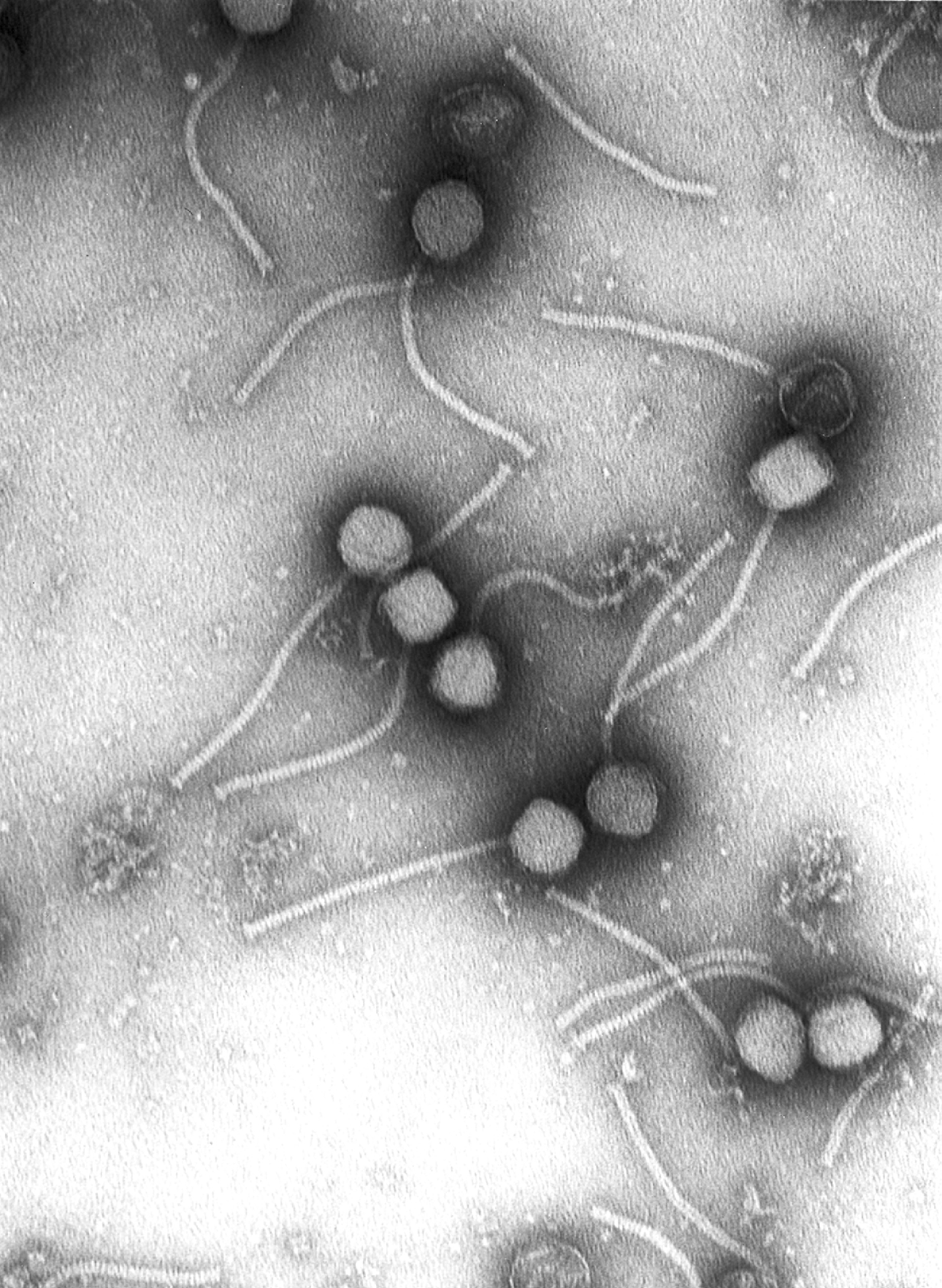
Bacteriófago (Caudoviricetes)
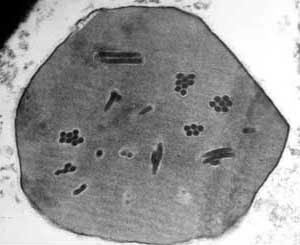
Baculovirus (Baculoviridae)